# ゴート戦争 (376年–382年)
376年から382年のゴート戦争（ゴートせんそう、英: Gothic War）は、ゴート族がローマ帝国領土内のバルカン半島に侵入した一連の事象を指す。ハドリアノポリスの戦いに代表される緒戦において、ローマ帝国が蛮族に対して敗北を喫したことで、最終的に西ローマ帝国消滅に繋がる『ローマ帝国衰亡』の始まりを告げる“歴史的転換点”だったと言われている。

## 概要
376年の夏から秋にかけて、フン族に侵略されたゴート族は、10万人規模でドナウ川北岸のローマ帝国国境線まで逃れて来た。ゴート族の族長フリティゲルンはローマ帝国皇帝ウァレンス（在位364年 - 378年）に対して、ドナウ川南岸の帝国領内への移住の許しを求めた。これに対してウァレンス帝は、トラキア地方（現在のシリストラ付近）への移住を認めただけでなく渡河の支援まで行った。ゴート族からローマ軍団への戦士の供給する代わりに、ローマ帝国はゴート族の保護を約束するフォエデラティ（同盟条約）が、両者の間に結ばれた。ローマ帝国がこのような条件を認めたのは、弱体化が進む帝国軍を増強し、新たな貢税者を増やす目的があったとする説もある。条約では帝国領内へは武器の持ち込みは認められないとされたが、帝国の国境警備兵はゴート族が武器を帯同することを黙認していた。
帝国から与えられた土地があまりにも狭かったため、その土地から収穫できる穀物には限りがあり、ゴート族は飢餓に襲われる。同盟契約に基づき食料の供給や十分な土地の分配を要求したゴート族に対し、地元行政官は見返りとして（ゴート族住民を）奴隷として引き渡すよう要求した。ウァレンス帝に窮状を訴えた結果、遠方の町マルキアノポリスの交易市場で食料を購入するよう促されたが、飢餓に陥っていたゴート族の住民は市場のある町に到達するまでに多数が野垂れ死に、町に到着しても城壁の中に入ることを拒絶された。双方で諍いが起こる中、ゴート族の代表が殺される。とうとうゴート族による反乱がおこり、376年から377年にかけてドナウ川南岸周辺の村々から略奪が行われた。これに対しローマ帝国の駐屯軍は、わずかの砦に籠ってそこを死守するのが精いっぱいだった。
377年冬、ローマ帝国とゴート族の間での戦いが始まる。ゴート族の軍勢はドナウ川南岸を発しマルキアノポリスを襲撃後、ハドリアノポリス（現 エディルネ）に進撃する。ローマ帝国は皇帝ウァレンス率いる軍勢が追撃に出発する。378年、コンスタンティノープルを出て北西へ向かったローマ軍はゴート族の軍勢と会戦し、皇帝が敗死するなど惨敗を喫した。
戦いに勝利したゴート族はトラキア地方一帯を略奪し、翌379年には守りの薄かったダキアでも略奪を行った。380年、ゴート族の一派である東ゴート族はパンノニアに攻め込んだが、西方正帝グラティアヌス（在位375年 - 383年）が差し向けた軍に敗れる。フリティゲルン率いる一派はマケドニア属州に攻め込み、属州の諸都市から略奪、または賠償金を徴収する。381年、ローマ帝国軍はゴート族の軍勢をトラキア地方まで押し戻し、382年10月2日に双方の間に休戦協定が結ばれた。